# Tierra Santa
Tierra Santa é uma banda espanhola de power metal composta por Ángel, Arturo, Roberto, Iñaki e Mikel.

## História
Entre 1991 e 1997 alguns dos integrantes da banda tinham uma banda de heavy metal chamada Privacy em Nájera. A partir desta banda nasce Tierra Santa, inicialmente composta por Ángel, Arturo, Roberto, Iñaki e Tomy. 
Em Janeiro de 1998 a banda auto-produz o álbum Medieval. Em Março são eleitos para as finais num concurso de rock e em Abril saem em tournée com a banda Avalanch. As rádios espanholas começam a promover o álbum Medieval. No final desse ano começam a pensar no próximo trabalho e assinam contracto com a editora Locomotive Music.
Em Abril de 1999 é lançado o álbum Legendário, cujo tema das letras é totalmente épico e medieval. Em finais desde mês a banda entra em digressão por Espanha.
Em Outubro a editora Locomotive Music decide re-editar o álbum Medieval em formato digipack.
Em 2000 a banda lança um novo trabalho Tierras de Leyenda.  No ano seguinte a banda lançou dois álbuns Cuando la Tierra toca el Cielo e Sangre de Reyes.
Em 2003 são novamente lançados dois álbuns: Indomable e  Las Mil y una Noches (este último gravado ao vivo no Festival Lorca Rock).
Em Setembro de 2004 é lançado o oitavo CD desta banda, Apocalipsis. No mês seguinte a banda andou em digressão pela América. 
Em Maio de 2006 é lançado o álbum Mejor morir en pie. 
No final de julho de 2010 a banda reabre seu site, e pode testar os novos dados sobre o novo álbum, como seu título, Caminos de Fuego e será lançado no mês de Outubro. Neste novo álbum, a banda retorna às origens e retornará a seu estilo tão característico, como é o poder e metal épico, portanto, vamos voltar a contar histórias míticas que nos fazem vibrar novamente.

## Membros

### Actuais
- Ángel San Juan: Voz e guitarra
- Eduardo Zamora: Guitarra e coros
- Roberto Gonzalo: Baixo e coros
- David Carrica: Bateria
- Juanan San Martín: Teclados

### Antigos
- Tommy: Teclados
- Paco: Teclados
- Iñaki: Bateria
- Mikel: Teclados
- Arturo Morras: Guitarra e coros

## Discografia
- 1997 - Medieval
- 1999 - Legendario
- 2000 - Tierras de Leyenda
- 2001 - Cuando la Tierra toca el Cielo (Single)
- 2001 - Sangre de Reyes
- 2003 - Indomable
- 2003 - Las Mil y una Noches (Live)
- 2004 - Apocalipsis
- 2006 - Mejor morir en pie
- 2007 - Grandes éxitos 1997-2007
- 2010 - Caminos de Fuego
- 2013 - Mi Nombre Sera Leyenda
- 2014 - Esencia (coletânea)
- 2017 - Quinto Elemento[2]